# Boronia imlayensis
Boronia imlayensis es una especie de arbusto perteneciente a la familia de los cítricos. Es originaria de Australia.

## Descripción
Es un arbusto que alcanza un tamaño de 1 m de alto; las ramitas son pubescentes, glandular-verrugosaa. Las hojas pinnadas con 7-11 foliolos, de 16-26 mm de largo, 13-29 mm de ancho, con frecuencia con verrugas glandulares, el folíolo terminal más corto, elípticas u oblongas, 3.5-16 mm de largo, 1-4 mm de ancho, el ápice agudo a redondeado, los márgenes finamente dentados y planos, escasamente pubérulas al menos en la parte inferior, la superficie del envés más pálida; pecíolo pubérulode 4.8 mm de largo. Las inflorescencias son axilares, generalmente con 3-9 flores, una o 2 flores, rara vez; pedúnculos 2-5 mm de largo, pedicelos de 5-7 mm de largo. Cáliz glabro o diminutamente ciliado. Pétalos de 5-7,5 mm de largo, imbricados, pálido a rosa oscuro o blanco, la superficie externa glabra, no es persistente en el fruto.

## Distribución y hábitat
Crece en los bosques de eucaliptos en la cima de los cerros, parece estar confinado al parque nacional Monte Imlay cerca de Eden en Nueva Gales del Sur.

## Taxonomía
Boronia imlayensis fue descrita por Duretto y publicado en Muelleria 17: 69, en el año 2003.